# Сокира-Яхонтов, Виктор Николаевич
Виктор Николаевич Сокира-Яхонтов (28.08.1874, г. Кутаиси — 1938, г. Мариинск, Кемеровская область) — русский генерал-майор, командующий Украинской Галицкой армией.

## Биография
Уроженец Кутаиси, православный, из семьи офицера. Образование получил в Тифлисском кадетском корпусе. В службу вступил 16 сентября  1893 года. В 1894 окончил 3-е военное Александровское училище. Выпущен подпоручиком (старшинство с 08.08.1894) в Горийский резервный пехотный полк. Поручик (старшинство с 08.08.1898). Штабс-Капитан (старшинство с 08.08.1902).
Окончил Николаевскую академию Генерального штаба (1904; 2 кл. по 2-му разряду).
Участник русско-японской войны 1904 — 1905. Помощник старшего адъютанта Управления дежурного генерала штаба 1-й Манчжурской армии.
Капитан (приказ 1905; старшинство с 08.08.1905 за отличие). Офицер-воспитатель Сумского кадетского корпуса, с 1.10.1907 по 4.08.1910 — помощник инспектора классов Сумского кадетского корпуса. Подполковник (старшинство с 06.12.1908). С 4.08.1910 — помощник инспектора классов Михайловского Воронежского кадетского корпуса.
Участник Первой мировой войны. Начальник штаба 7-й пехотной дивизии. На 5.03.1915 числился в 25-м пехотном Смоленском полку.
Полковник (приказ 05.03.1915; старшинство с 12.12.1914 за отличия в делах). На 25.05.1915 в том же чине и полку. С 05.06.1915 — командир 25-го пехотного Смоленского полка.
Приказом от 5 марта 1917 года произведен в Генерал-майоры; старшинство с 14.08.1915). Командующий 7 пехотной дивизией.
В армии УНР с 1918. Командовал 1-й Украинской казацко-стрелецкой дивизией «серожупанников» (Черниговщина). Служил в армии гетмана Павла Скоропадского (Генеральный Хорунжий).
С 23.08.1918 г. — начальник Подольского гарнизона. В октябре 1918 — командир Подольского казачьего коша. 24.09.1918 уволен в отставку по болезни. После падения гетмана Скоропадского не поддержал власть Директории. В начале 1919 г. оказался в Одессе при белогвардейском губернаторе Гришине-Алмазове. После взятия города в апреле 1919 г. крестьянскими отрядами атамана Григорьева бежал на Дон. В белогвардейской армии он становится начальником штаба дивизии и с боями проходит от Ростова до Одессы. В ноябре 1919 Виктор Яхонтов приказом главнокомандующего А. Деникина назначается командующим Украинской Галицийской армией. Пытаясь завоевать авторитет среди галичан, изучает украинский язык. Мечтает стать новым гетманом Украины, отыскав среди своих предков шляхтича Сокиру и стал называться «Сокира-Яхонтов».
26.11.1919 г. части УГА были передислоцированы из Винницы в Одессу и вошли в состав войск Новороссии белого генерала Шиллинга. 5 февраля 1920 года Красная армия взяла Одессу в осаду. Конница Котовского вышла к городским окраинам. В тот же день белогвардейцы, по совету англичан, передают власть в городе Сокире-Яхонтову. УГА захватывает стратегические объекты в городе. Однако генерал Сокира-Яхонтов вступает в переговоры с «красными» и предлагает совместный поход на буржуазную Польшу. Утром 8 февраля 1920 года сдал Одессу наступающим частям РККА без боя.
Галичанам оставили оружие, передали деникинские автомобили и амуницию. «Червона УГА» сохранила внутреннюю автономию и старый командный состав. С марта 1920 на службе в РККА. Командир бригады 41-й стр. дивизии («Червона УГА» вошла в состав 361 стрелкового полка 41 дивизии и была переведена из Одессы в Тирасполь).
Преподает на курсах красных комиссаров, руководит штабом дивизии в ходе советско-польской войны. С апреля 1920 начальник строевого отделения управления формирований 14-й армии. С июня 1920 начальник Школы Червонных Старшин. В конце 1920 выехал в Варшаву. Арестован польской контрразведкой как «шпион советской России». После обмена на польского агента вернулся в СССР. С января 1921 инспектор ВУЗ Киевского ВО.
С 25.08.1922 — завуч объединенной школы им. С. С. Каменева в Киеве. С 1924 в отставке. Проживал в Геленджике. В 1933 был арестован и приговорен к высылке на 3 года в Алма-Ату. По окончании срока высылки вернулся в Геленджик. В 1937 вновь арестован. Скончался в тюремной больнице в Мариинске (Кемеровская область).

## Награды
- Орден Св. Станислава 3-й ст. (1907);
- Орден Св. Анны 3-й ст. (06.12.1912);
- Орден Св. Владимира 4-й ст. с мечами и бантом (ВП 24.04.1915);
- Георгиевское оружие (ВП 05.05.1915);
- Орден Св. Владимира 3-й ст. с мечами (ВП 09.06.1915);
- Орден Св. Анны 2-й ст. с мечами (ВП 25.05.1916);
- Орден Св. Георгия 4-й ст. (ПАФ 29.04.1917).
- Пожаловано старшинство в чине Полковника с 12.12.1912 г.